# Contea di Yongxiu
La contea di Yongxiu (永修县S, Yǒngxiū XiànP) è una contea della Cina, situata nella provincia di Jiangxi e amministrata dalla prefettura di Jiujiang.